# Passinho do Volante (Ah! Lelek Lek Lek)
"Passinho do Volante (Ah! Lelek Lek Lek)" é uma canção de MC Federado & Os Leleks lançada em 2012 e tornada um meme em 2013. Seu clipe alcançou mais de 30 milhões de visualizações no YouTube. A canção foi usada na campanha publicitária da Mercedes-Benz do modelo Classe A no Brasil.
Durante o show da cantora Beyoncé no Rock in Rio V, ela começou a dançar a música como uma surpresa preparada ao público presente.